# Katenoida

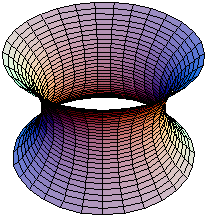
Katenoida

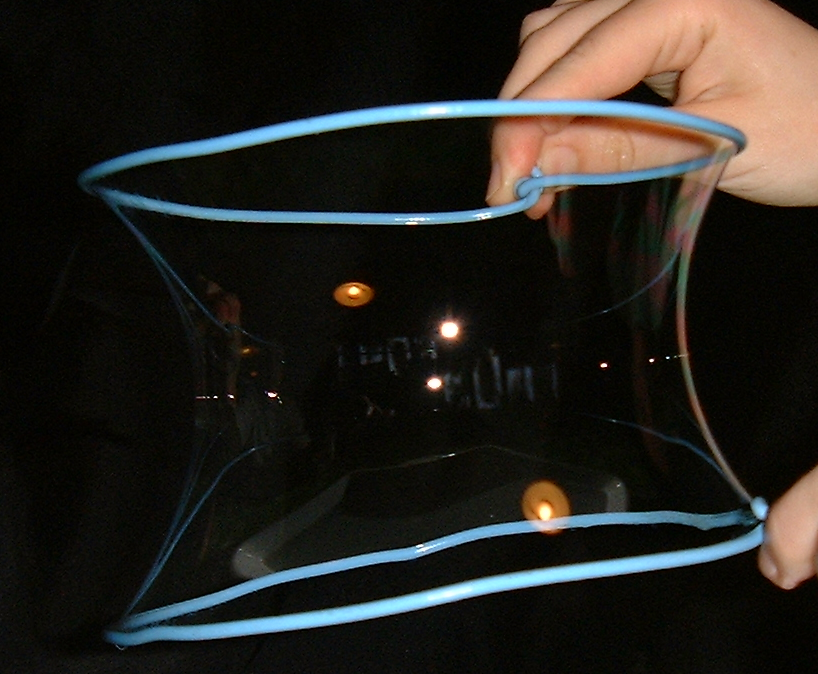
Katenoida wykonana przy pomocy drutu i bańki mydlanej

Katenoida – powierzchnia obrotowa utworzona przez obrót linii łańcuchowej dookoła osi odciętych.
Jest ona opisana przez równania parametryczne w prostokątnym układzie współrzędnych:
{\displaystyle x=c\cosh \left({\frac {v}{c}}\right)\cos u,}
{\displaystyle y=c\cosh \left({\frac {v}{c}}\right)\sin u,}
{\displaystyle z=v,}
lub w układzie współrzędnych walcowych:
{\displaystyle {\begin{aligned}\rho &=c\cosh \left({\frac {v}{a}}\right)\\\phi &=u\\z&=v\end{aligned}}}
gdzie parametry przyjmują wartości z przedziałów:
{\displaystyle 0\leqslant u<2\pi ,}
{\displaystyle v\in \mathbb {R} }
zaś {\displaystyle c} jest stałą, współczynnikiem kształtu.
W 1744 Leonhard Euler odkrył, że katenoida ma najmniejsze pole wśród powierzchni rozpiętych na dwóch zadanych okręgach.